# Agromyza parvicornis
Agromyza parvicornis este o specie de muște din genul Agromyza, familia Agromyzidae, descrisă de Friedrich Hermann Loew în anul 1869. Conform Catalogue of Life specia Agromyza parvicornis nu are subspecii cunoscute.